# Manhattan Dealers
Manhattan Dealers (Operation: Cleanstreets aux États-Unis) est un jeu vidéo de type beat them all développé par Silmarils et publié à partir de 1987 sur Amiga, Amstrad CPC, Atari ST, C64, IBM PC et ZX Spectrum. Édité par Silmarils, sauf aux États-Unis, où c'est Brøderbund Software qui s'en charge, le jeu est distribué par Loriciels.

## Synopsis
Le joueur incarne un inspecteur envoyé en mission dans les bas-fonds de New York pour lutter contre le trafic de drogue. Au cours de sa mission, le joueur traverse neuf quartiers infestés d’ennemis que le joueur combat à mains nues. Le jeu commence dans le Bronx où il combat des skinheads et des punks armés de chaînes, de couteaux ou de tronçonneuses. Il se poursuit ensuite dans d’autres quartiers de la ville dont Harlem, dans lequel le joueur affronte un gang, ou Chinatown, où il fait face à des ninjas et à des samouraïs.

## Système de jeu
Le personnage évolue dans un décor en 2D avec un système de jeu horizontal avec la possibilité de se déplacer dans la profondeur du décor.

## Accueil
| Manhattan Dealers        |      |       |
| Média                    | Pays | Notes |
| ACE                      | GB   | 54 %  |
| Amiga User International | GB   | 18/40 |
| Commodore User           | GB   | 78 %  |
| Computer and Video Games | GB   | 68 %  |
| Gen4                     | FR   | 49 %  |
| The Games Machine        | GB   | 71 %  |
| The One                  | GB   | 62 %  |